# Рой Ревіво
Рой Ревіво (івр. רוי רביבו, нар. 22 травня 2003, Тель-Авів) — ізраїльський футболіст, захисник клубу «Маккабі» (Тель-Авів) та національної збірної Ізраїлю.

## Клубна кар'єра
Народився 22 травня 2003 року в місті Тель-Авів. Вихованець «Маккабі» (Тель-Авів). На дорослому рівні дебютував 22 серпня 2021 року в матчі Кубка Тото проти єрусалимського «Хапоеля». У січні 2023 року був відданий в оренду в «Хапоель» (Єрусалим), в якому дебютував у Прем'єр-лізі Ізраїлю, зігравши 16 матчів.
До складу клубу «Маккабі» (Тель-Авів) повернувся влітку 2023 року.

## Виступи за збірні
2021 року дебютував у складі юнацької збірної Ізраїлю (U-19), з якою був учасником юнацького (U-19) чемпіонату Європи 2022 року у Словаччині, на якому Ізраїль виграв срібні медалі, поступившись у фіналі збірної Англії. Цей результат дозволив команді до 20 років зіграти на молодіжному чемпіонаті світу 2023 року в Аргентині, куди поїхав і Ревіво, допомігши команді здобути бронзові нагороди. Загалом на юнацькому рівні взяв участь у 24 іграх, відзначившись одним забитим голом.
Залучався до складу молодіжної збірної Ізраїлю, з якою був учасником молодіжного чемпіонату Європи 2023 року, де зіграв у чотирьох матчах і допоміг команді стати півфіналістом футболу.
19 червня 2023 року дебютував в офіційних матчах у складі національної збірної Ізраїлю в грі відбору на Євро-2024 проти Андорри (2:1).
| Дата      | Місто    | Господарі | Результат | Гості   | Турнір            | Голи | Примітки |
| --------- | -------- | --------- | --------- | ------- | ----------------- | ---- | -------- |
| 19-6-2023 | Єрусалим | Ізраїль   | 2 – 1     | Андорра | Відбір до ЧЄ 2024 | -    |          |
| Усього    |          | Матчів    | 1         |         | Голів             | 0    |          |

## Особисте життя
Ревіво народився в спортивній родин. Його батько — відомий колишній ізраїльський футболіст Хаїм Ревіво, а мати — ізраїльський дизайнер ювелірних виробів Сагіт Ревіво. Його дядьки Давід Ревіво, Шай Ревіво та Елі Ревіво також колишні ізраїльські футболісти, а їхній двоюрідний брат — ізраїльський футболіст Амір Лаві.

## Титули і досягнення
- Володар Кубка Тото (2):

«Маккабі» (Тель-Авів): 2023–24, 2024–25
- Чемпіон Ізраїлю (2):

«Маккабі» (Тель-Авів): 2023–24, 2024–25
- Володар Суперкубка Ізраїлю (1):

«Маккабі» (Тель-Авів): 2024